# Роквуд (Пенсільванія)
Роквуд (англ. Rockwood) — місто (англ. borough) в США, в окрузі Сомерсет штату Пенсільванія. Населення — 843 особи (2020).

## Географія
Роквуд розташований за координатами 39°54′57″ пн. ш. 79°9′26″ зх. д. / 39.91583° пн. ш. 79.15722° зх. д. (39.915754, -79.157308).  За даними Бюро перепису населення США в 2010 році місто мало площу 0,87 км², уся площа — суходіл.

## Демографія
Згідно з переписом 2010 року, у селищі мешкало 890 осіб у 372 домогосподарствах у складі 233 родин. Густота населення становила 1029 осіб/км².  Було 420 помешкань (485/км²).
Расовий склад населення:
| - 98,7 % — білих - 0,4 % — корінних американців - 0,1 % — чорних або афроамериканців |

До двох чи більше рас належало 0,6 %. Частка іспаномовних становила 0,9 % від усіх жителів.
За віковим діапазоном населення розподілялося таким чином: 24,9 % — особи молодші 18 років, 59,1 % — особи у віці 18—64 років, 16,0 % — особи у віці 65 років та старші. Медіана віку мешканця становила 38,1 року. На 100 осіб жіночої статі у селищі припадало 89,4 чоловіків;  на 100 жінок у віці від 18 років та старших — 86,6 чоловіків також старших 18 років.
Середній дохід на одне домашнє господарство  становив 49 027 доларів США (медіана — 37 138), а середній дохід на одну сім'ю — 63 392 долари (медіана — 57 292). Медіана доходів становила 38 929 доларів для чоловіків та 31 250 доларів для жінок. За межею бідності перебувало 15,2 % осіб, у тому числі 26,5 % дітей у віці до 18 років та 11,5 % осіб у віці 65 років та старших.
Цивільне працевлаштоване населення становило 367 осіб. Основні галузі зайнятості: виробництво — 22,3 %, мистецтво, розваги та відпочинок — 13,1 %, освіта, охорона здоров'я та соціальна допомога — 13,1 %.